# Alma rebelde
Alma rebelde es una telenovela mexicana producida por Nicandro Díaz González para Televisa en 1999. Protagonizada por Lisette Morelos y Eduardo Verástegui, con las participaciones antagónicas de Karla Álvarez, Arleth Terán y Ariel López Padilla, además de contar con la participación estelar de la primera actriz Ana Martín.

## Argumento
Ana Cristina Rivera Gil es una joven tan hermosa como arrogante. Ha sido bendecida con toda la belleza y sensualidad que cualquier mujer desearía, pero parece que se han olvidado de darle un corazón. Pero muy pronto aprenderá que no puede ir por la vida pisando a todos sin pagar las consecuencias. 
Ana Cristina está por casarse con Damián Montoro cuando descubre que la engaña, entonces ella decide romper con su compromiso, sin medir las consecuencias. La joven orgullosa no sabe que su padre, Don Marcelo, tiene una fuerte deuda con Damián, a quien le ha firmado un documento legal, y del que Damián usará en su contra si Ana Cristina no se casa con él. 
Un modesto ingeniero civil llamado Emiliano Hernández llega a Los Arrecifes e inmediatamente es cautivado por la belleza de Ana Cristina. Sin embargo, no se atreve a hablarle de amor, ya que sabe que está comprometida con Damián Montoro. Pero Ana Cristina tiene otros planes, y rudamente decide usar a Emiliano para vengarse de Damián, y al mismo tiempo, darle una lección a su padre por haberla forzado a hacer algo en contra de su voluntad. 
Cuando Emiliano se entera, se siente mal al saber que ha sido utilizado como una marioneta por la mujer que ama. Se siente profundamente herido, decepcionado y traicionado por su amor. Pero este sentimiento de traición le dará fuerza para su venganza. Es su turno ahora, y no va a perder la oportunidad de castigar a Ana Cristina por su crueldad. Para su asombro, Ana Cristina se da cuenta de que está perdidamente enamorada de Emiliano. 
Cuando le confiesa su amor por él, es demasiado tarde; Emiliano está lleno de resentimiento, y su único deseo es hacerla sufrir. Entre dolor y lágrimas, Ana Cristina aprenderá que un corazón herido no se puede curar con remordimiento. Aprenderá que un corazón herido solo puede curarse por medio del poder de amor y sacrificio.

## Elenco
- Lisette Morelos - Ana Cristina Rivera Gil de Hernández
- Eduardo Verástegui - Emiliano Hernández / Mauro Expósito
- Karla Álvarez (+) - Rita Álvarez
- Ariel López Padilla - Damián Montoro
- Arleth Terán - Odette Fuentes Cano Rivera Gil
- Ana Martín - Clara Hernández
- Aracely Arámbula - María Elena Hernández
- Otto Sirgo - Marcelo Rivera Hill
- Julio Alemán (+) - Diego Pereira
- Marisol Santacruz - Laiza Montemayor
- Gustavo Rojo (+) - Octavio Fuentes Cano
- Mariagna Prats - Clemencia
- Elizabeth Dupeyrón - Pamela
- Andrea Lagunes - Ángela "Angelita" Hernández
- Evita Muñoz "Chachita" (+) - Berenice
- Frances Ondiviela - Isabela
- Bibelot Mansur - Clara Hernández (joven)
- Adriana Lavat - Juanita (#1)
- Claudia Ortega - Juanita (#2)
- Raúl Padilla "Chóforo" (+) - Narciso (#1)
- Sergio Ramos "El Comanche" - Narciso (#2)
- Alejandra Procuna - Iris
- Mayrín Villanueva - Paula
- Raúl Magaña - Román
- Khotan Fernández - Valentino
- Susana Lozano - Sandra
- Óscar Morelli (+) - Evaristo
- Socorro Avelar (+) - Nana Chayo
- Carmelita González (+) - Simona
- Isabel Martínez "La Tarabilla" (+) - Evangelina
- Eduardo Antonio - El Huesos
- Luis Fernando Torres - Grillo
- Ricardo Hernández - Zeus
- Marcia Coutiño - Federica
- Kelchie Arizmendi - Graciela
- Gabriel Soto - Vladimir Montenegro
- Paulo Quevedo - Ariel
- Edgar Ponce (+) - Chente
- Andres Gutiérrez - Mario
- María Esther Paulino - Sandy
- Eduardo Liñán
- Maritza Olivares
- Eduardo Rodríguez
- Ivonne Montero
- Octavio Menduet
- Salim Rubiales
- Gabriela Tavela
- Yaldha Victoria
- Guillermo Rivas "El Borras" (+)  - Malas Pulgas
- Leonorilda Ochoa (+) - Chonita

## Producción
- Historia original: Hilda Morales de Allous
- Libreto: Alberto Gómez, Alberto Aridjis
- Edición literaria: Tere Medina, Rosario Velicia
- Tema de entrada: Alma Rebelde
- Autor: Jorge Avendaño
- Intérprete: Grupo Límite
- Musicalización: Juan López Arellano, Luis Alberto Diazayas
- Escenografía: Teresa Ortiz, Raúl Barrios
- Ambientación: Diana Riveramutio
- Diseño de vestuario: Vanessa Zamora, Ana Claudia Ocampo
- Gerentes de producción: Arturo Ayala Margain, Sergio Espejo Garciglia
- Coordinación artística: Gerardo Lucio Bear
- Coordinador de producción: Pablo Noceda Pérez
- Coordinación literaria: Olivia Reyes Martínez
- Editores: Claudio González, Susana Valencia
- Director de escena en locación: Marta Luna
- Directores de escena: Karina Duprez, Miguel Córcega
- Dirección de cámaras: Isabel Basurto, Daniel Noceda, Alfredo González Fernández
- Productor asociado: Ignacio Sada Madero, Pablo Noceda Pérez
- Productor: Nicandro Díaz González

## Premios y nominaciones

### Premios TVyNovelas 2000
| Categoría          | Nominado(a)        | Resultado |
| ------------------ | ------------------ | --------- |
| Mejor actriz joven | Lisette Morelos    | Nominada  |
| Mejor actor joven  | Eduardo Verástegui | Nominado  |

## Versiones
- Alma rebelde es una versión de la telenovela La indomable, producida también por Televisa en 1987 de la mano de Julissa, dirigida por Beatriz Sheridan y Lorenzo de Rodas y protagonizada por Leticia Calderón y Arturo Peniche.